# Lough Erne

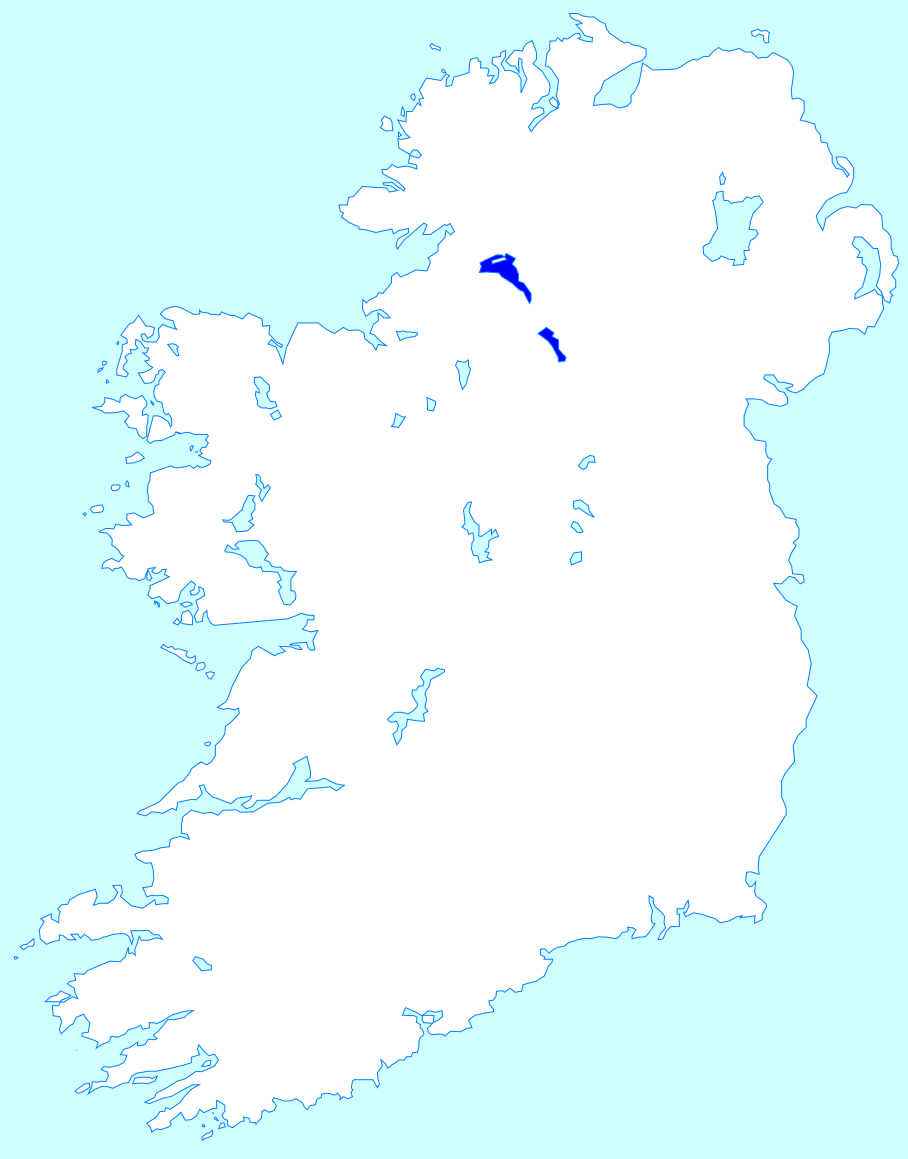
Lough Erne.

Lough Erne (iriska: Loch Éirne) är ett sjösystem bestående av två sjöar längs floden Erne, Upper Lough Erne och Lower Lough Erne. Systemet ligger huvudsakligen i grevskapet Fermanagh i Nordirland och med en mindre del i Cavan i Irland. Lough Erne innehåller sammanlagt 154 små öar. Ansvariga för administrationen kring Lough Erne är Waterways Ireland som är en allirländsk organisation. 